# Ramon Menezes Hubner
Ramon Menezes Hubner, brazilski nogometaš in trener, * 30. junij 1972.
Za brazilsko reprezentanco je odigral 5 uradnih tekem in dosegel en gol.